# Cântarea Cântărilor

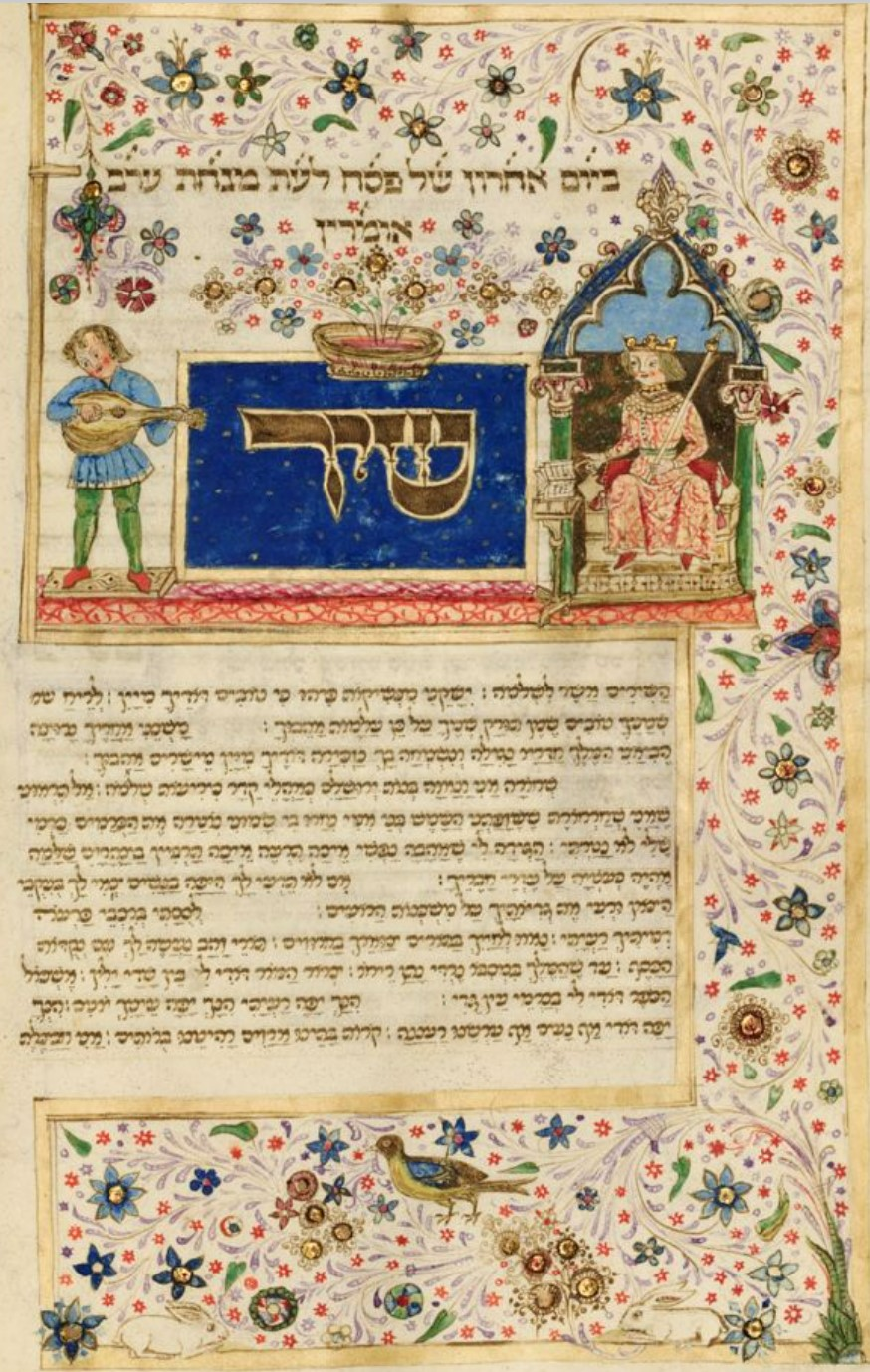
Prima pagină a Cântării Cântărilor în ebraică, în Cartea de rugăciune ilustrată și scrisă pe pergament, cunoscută ca Mahzor Rothschild din Florența, 1490. Biblioteca Seminarului Teologic Evreiesc din New York. Miniatura arată un menestrel cântând, acompaniat de lăută, în fața regelui Solomon

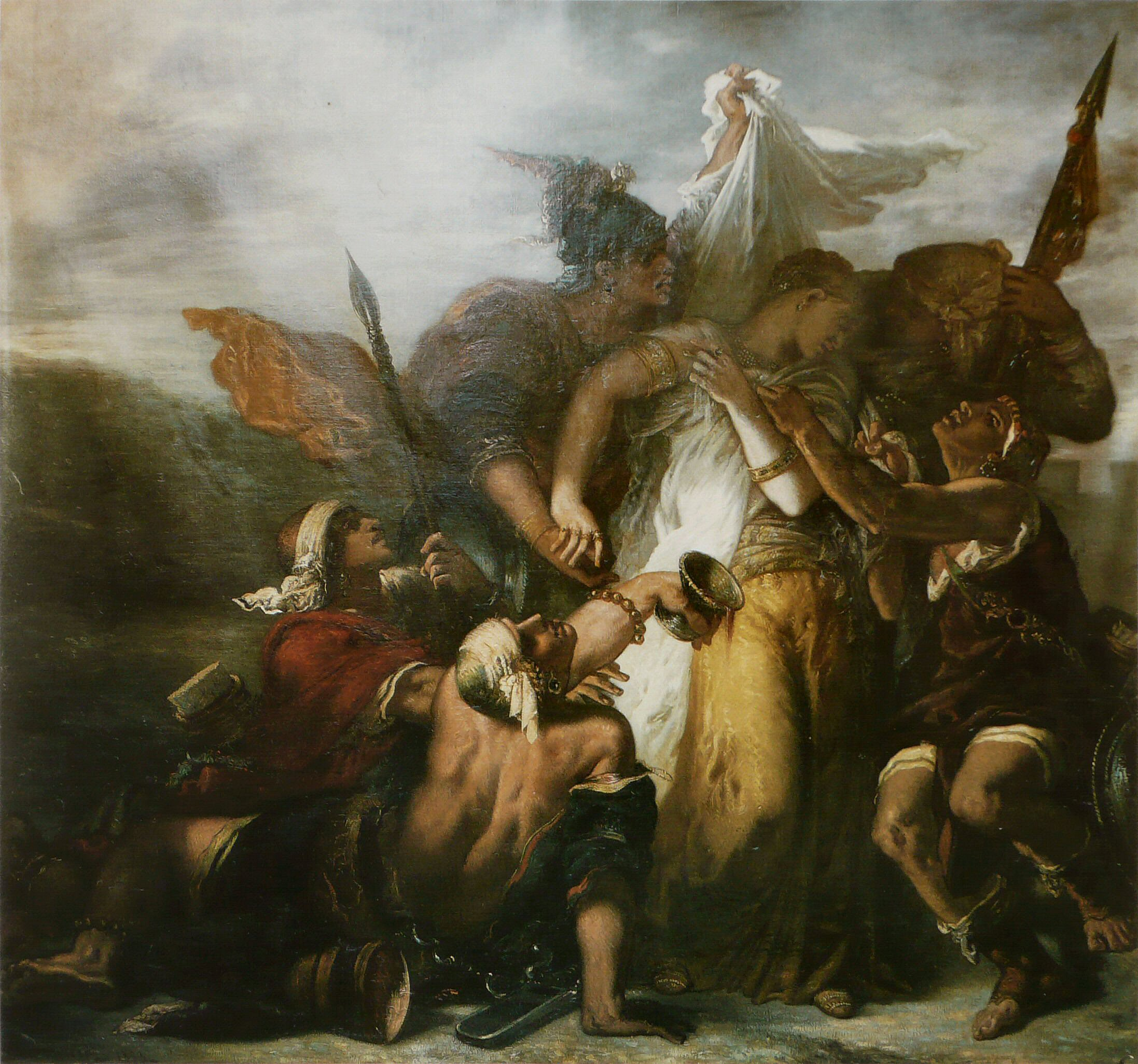
Cântarea Cântărilor, ulei pe pânză de Gustave Moreau

Cântarea Cântărilor (în ebraică: שיר השירים, Shir ha-Shirim, cunoscută și sub denumirea Cântarea lui Solomon,în latină Canticum Canticorum, în greacă - Το Άσμα Ασμάτων) este cel dintâi dintre cele cinci suluri („meghilot”) ale Bibliei ebraice, aflat în secțiunea a treia, "hagiografică"Ketuvim, "Scrieri". În cadrul Bibliei creștine, ea face parte din a doua secțiune, numită „poetică-didactică” a Vechiului Testament. Cântarea Cântărilor este alcătuită dintr-o serie de cântece de dragoste ale unei perechi - bărbat și femeie - care se adresează unul altuia. Este o cântare lirică, caracterizată prin „frumusețe, simplitate, gingășie și noblețe spirituală”  
Este singura carte a Bibliei în care nu se proferează numele Divinității și una din cele mai vechi poeme pastorale din istoria literaturii universale.
În tradiția rabinică, a părinților sinagogii (Hazal), poemul este interpretat ca fiind o alegorie a relației dintre poporul Israelului și Dumnezeu. În tradiția creștină apare o interpretare alegorică asemănătoare, după care Cântarea Cântărilor reflectă relația dintre Isus Hristos și Biserică.
Poemul a influențat mult poezia și arta evreiască, ca și poezia și arta universală. 

## Cântarea Cântărilor în ritualul iudaic
evreii așkenazi citesc sulul Cântării Cântărilor în sâmbăta care cade în săptămâna Paștelui (Pesah), potrivit cu obiceiul general din tradiția așkenază de a se citi la fiecare din cele trei mari sărbători "Regalim" o carte din Hagiografia biblică (Ketuvim) potrivită cu atmosfera sărbătorii.
În alte comunități se deschide sulul Cântării Cântărilor în noaptea de Seder (Leil Seder, din ajunul primei zi de Paște), în a șaptea zi de Paște sau la rugăciunea de seară (Arvit) din sâmbetele Numărătorii Omer.
La unele comunități evreiești sefarde și orientale, se obișnuiește citirea Cântării Cântărilor în fiecare vineri, înainte de primirea Shabatului, potrivit concepției kabaliștilor, după care toată ziua de Sâmbătă (Șabat) și mai ales noaptea de vineri spre sâmbătă - Noaptea sâmbetei (Leil Shabat) sunt ceasuri de apropiere și reunire dintre Israel și Divinitate.

## În contextul Orientului Apropiat antic

### Paralele cu literatura mesopotamiană
Odată cu descoperirea mitologiei mesopotamiene si a altor mitologii din Orientul Apropiat antic, s-au găsit tăblițe de lut pe care erau scrise poezii de dragoste de origine sumeriană, akkadiană și asiro-babiloniană care au elemente lingvistice și stilistice asemănătoare cu Cântarea Cântărilor. Astfel, de pildă, în cântarea relației erotice dintre zeul Dumuzi sau Tamuz și zeița Innana sau Ishtar. Unii cercetători au fost de părere aceasta a fost cântată la ritualurile
de prostituție rituală sau „nuntă divină” între preoți si preotese în templele mesopotamiene. 
  
În timp ce în cultele politeiste instincte omenești erau atribuite, chiar în mod fățiș, zeilor, în Cântarea Cântărilor atracția sexuală este atribuită oamenilor și a fost interpretată uneori ca alegorie a pactului sau logodnei dintre Dumnezeu si poporul Israel stabilită în cursul adunării poporului la Muntele Sinai .articol de rabinul Yair Weitz,

### Paralele cu poeziile de dragoste din Egiptul Antic
Origene credea că poemul biblic era,la origine, un epitalam (epithalamium) cântat la nunta lui Solomon cu fiica faraonului.
 
Poeziile de dragoste din Cântarea Cântărilor conțin unele motive care le apropie de cântecele de nuntă și de dragoste din cultura egipteană antică, ceea ce ar putea dovedi o influență reciprocă.
Un exemplu de motiv comun este planta cunoscută ca Mandragora officinalis, in ebraica Dudá refuiyi, la plural Dudayim דודאים care, spre deosebire de poeziile mespotamiene. apare atât în poeziile de dragoste și în arta egipteană antică cât și în cele literatura ebraică biblică.
Mandragora apare în scena în care este înfățișat faraonul Tutankhamon, stând pe tron și ținand în mână fructul de mandragoră, iar alături șade soția lui.    
Fructul de mandragoră apare în Biblie in contextul povestirilor despre Iacob (Yaakov) și soțiile sale, Lia (Lea) și Rahila (Rahel). 
(Cartea Genezei, 30, 14-18)
În Cântarea Cântărilor 7, 14 este amintit când tânăra își invită iubitul să iasă cu ea pe câmp:
„Mandragorele miresme varsă și la noi acasă sunt multe fructe vechi și noi pe care, iubitul meu, pentru tine le-am păstrat.”
„"הדודאים נתנו ריח ועל פתחינו כל מגדים"”
Un alt motiv comun este comparația dintre iubită și telegarul sau iapa cea nobilă înhămată la carul faraonului (Cânt.Cânt.1,8)
Și caracterul dramatic al versurilor din Cântarea Cântărilor și apelativul foarte curent de soră, adresat iubitei de îndrăgostit, sunt aduse ca dovadă influenței egiptene.

## Interpretare iudeo-creștină
Tradiția iudaică citește cartea drept o alegorie a relației dintre Dumnezeu și Israel. Tradiția creștină, pe lângă aprecierea înțelesului literal drept cântec romantic despre bărbat și femeie, o citește drept alegorie a lui Hristos și al miresei sale, Biserica Creștină.

### Localizarea între cărțile Bibliei
În Biblia ebraică face parte dintre cărțile păstrate sub forma de suluri (meghilot), din sectiunea a treia numită Ketuvim (Scrieri sau Hagiografia).
În textul biblic ebraic ea se află între Cartea Rut și Ecleziastul (Kohelet).
La crestinii catolici este asezată între Ecleziast și Înțelepciunea lui Solomon, care pentru evrei este o carte apocrifă. La creștinii protestanți între Ecleziast și cărțile prorocului Isaia.

## Interpretări contemporane

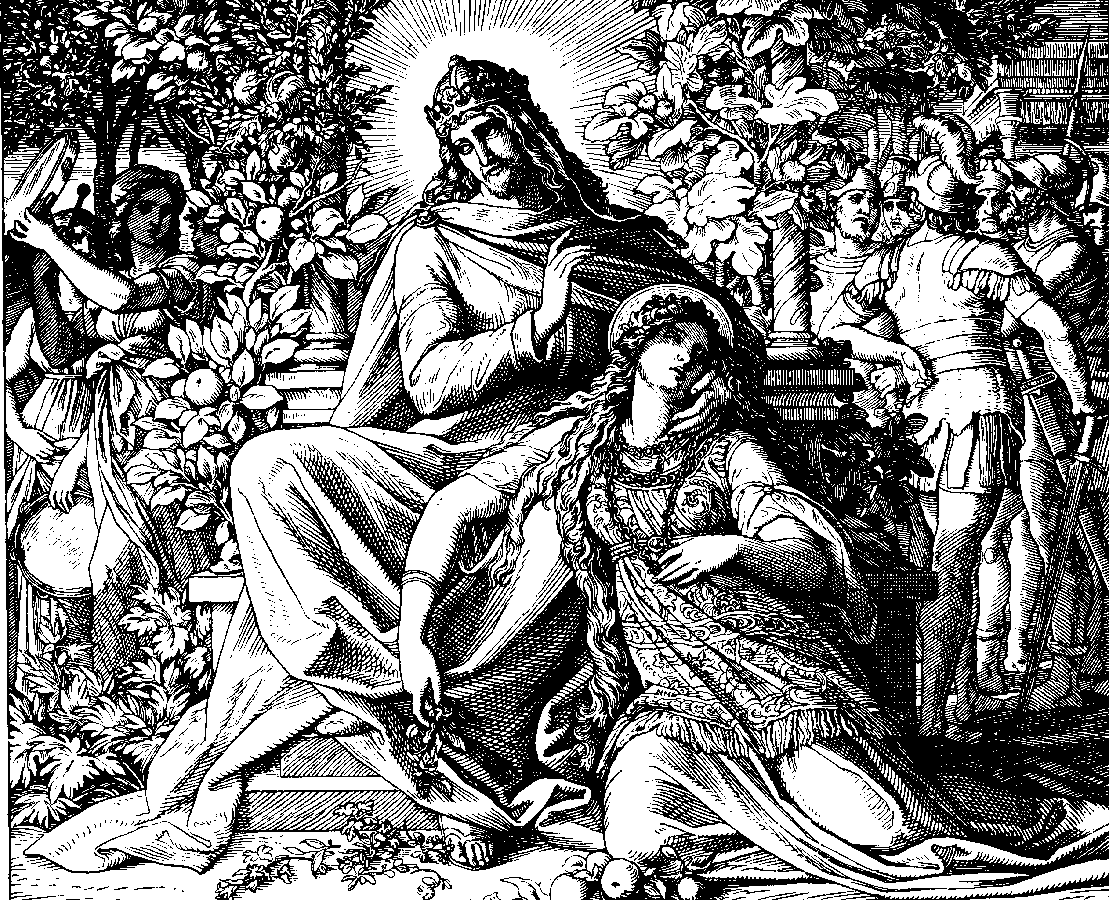
Trandafirul din Saron - Regele Solomon și Sfânta Înțelepciune,gravură în lemn de Julius Schnorr von Carolsfeld, Biblia în imagini,1851-1860

Interpretată literal, Cântarea Cântărilor este un poem erotic despre dragostea între Solomon și Sulamita, fiind cântate iubirea fizică dintre cei doi, frumusețea creației divine și bucuria de a trăi. Cei mai mulți savanți biblici („consensul zdrobitor”) subscriu acestei idei.
Evreii „obișnuiau s-o cânte în taverne”, „deoarece reproducerea era esențială” iar iudaismul aprecia pozitiv sexualitatea.
Este o carte a Bibliei unică prin celebrarea dragostei sexuale. Ea redă „vocile a doi ibovnici, care se laudă unul pe celălalt, dorindu-se unul pe altul și invitându-se la plăceri lumești”. Cei doi se doresc unul pe altul și se bucură de intimitatea lor sexuală. Studiile moderne tind să susțină că iubiții din cântec sunt necăsătoriți, ceea ce este în concordanță cu contextul său cultural din Orientul Apropiat. „Fiicele Ierusalimului” formează un cor care funcționează drept public a cărui participare la aventurile erotice ale îndrăgostiților facilitează participarea cititorului.
Biblistica modernă tinde să susțină că personajele poemului sunt necăsătoriți, susținere potrivită contextului Orientului apropiat antic.
Conform Yale University Press „Marvin H. Pope sugerează că poemul este ceea ce pare, o sărbătoare a iubirii sexuale atât umană, cât și divină, care nu admite rușine, înrădăcinată în religiile fertilității din Orientul Apropiat antic, ritualul de căsătorie sacru și sărbătoarea funerară.”
Alții îi atribuie „teo-erotism”. Sau vorbesc de „frumosul poem de dragoste erotică”.
Barnabas Aspray a scris „Cântarea Cântărilor în sensul său literal nu este altceva decât o sărbătoare a iubirii erotice între două ființe umane.”
Cântarea Cântărilor: O colecție de poezii de dragoste cântate de el ei și de ea lui:În timp ce scrierea este atribuită lui Solomon în primul său vers și de către tradiționaliști, MBS susțin că, deși cartea poate conține material mai vechi, nu există dovezi că Solomon a scris-o. Datat de MBS în secolele al IV-lea sau al III-lea î.Hr.Ce caută o colecție de poezii erotice în Biblia ebraică? Într-adevăr, unii rabinii antici erau neliniștiți de includerea cărții în canon.Alegorie (bărbat = Dumnezeu; femeie = Israel) atât pentru evrei, cât și pentru creștini; utilizare liturgică; cântec de nuntă.— Shaye J. D. Cohen
(MBS = Modern Bible Scholarship = Biblistica Modernă)
Fiona Black (2001) a comentat: „« Găsirea » și dezbrăcarea, bătaia și « rănirea » unei femei pe timp de noapte de către un grup de bărbați este extrem de sugestivă pentru viol... și aceasta este o posibilitate care nu ar trebui exclusă din această scenă”.

### Cadru geografic
În Cântarea Cântărilor sunt amintite mai multe denumiri de locuri geografice din Palestina sau Țara Israelului și vecinătatea ei:
Ierusalim,Carmel.Ghilad, Ein Ghedi, Tirtza, precum Hermon, precum și Libanul și Damascul.

### Flora și fauna în Cântarea Cântărilor
În poem sunt menționate numele a 22 feluri de plante, fructe și flori  
Acorus - Acorus calamus (קנה בושם -knè bósem - obligeană sau trestie mirositoare sau trestie aromată 4:14); Aloe (אהלות - ahalot) (azi in ebraica modernă - alvai אלוויי)  4:14; cedrul (ארז, ארזים  - erez, arazim - 1:17 ; 5:15 ; 8:9); chiparosul (ברותים - 1:17 brotim - de obicei -ברוש brosh); Cyperus (כופר - אשכול הכופר eshkol hakófer, kófer 1:14; 4:13 - plural:כפרים kefarim  - tradus prin ienupăr, ciorchinele de ienupăr, mălin sau strugure de măliniță sau cipreș (I.Alexandru note p.51), hina sau henna (Lawsonia inermis);crin שושנה shoshanná 2:1 ;2:2; 2:17; 5:13; 6:2-3; 7:3 שושנת העמקים - crinul văilor  4:5; grâul (חטה - חטים  hittá , hittim 7:3 ); mandragoră (I.Alexandru - "merele iubirii") - דודאים - dudaim ;mărul (תפוח  tapuakh  2:3 ; 2:5; 7:14) ; mirul sau smirna (מור - mor 3:6; 4:6; 4:14; 5:1; 5:5; 5:13) ;narcisă sau trandafir (traducere pentru "trandafir din Saron" sau, mai degrabă, o narcisă din Șaron - חבצלת השרון  havatzelet hasharon  2:1);nardul (נרד nerd -pl.neradim נרדים 1:12 4:13-14) ;palmierul sau finicul (azi, termenul pentru curmal - תמר tamar  7:8) ; nuc - אגוז egoz 6:11 ;rodia (rimon - rimonim 4:3  6:11; רימון 4:13 רימונים 7:13 ); scorțișoară  קנמון kinamon - 4:14;smochinul (teena - תאנה 2:13  ;scai sau scaiet, spin (hoakh  חוח- pl. hokhim -חוחים) 2:2 ; șofranul (brândușă, Crocus ori Curcuma longa - traducere pentru  karkom כרכם) 4:14; arbore de tămâie sau livan (Boswellia) (levoná - לבונה) 4:6 ; 3:6; viță de vie (ghefen, gfanim - , גפנים, גפן) 7:8-9;6:11 ;5:6; 2:13;8:11 - kerem -kramim כרם, כרמים- podgorie, podgorii 1:6. zamir זמיר -tăiatul viei?, smadar סמדר - vii in floare 2:13, אשישה - ashisha - turte de struguri sau strugurei -de stafide 2:5
De asemenea, sunt menționate numele a 15 animale și păsări: capra - עז , עזים = 'ez  pl.'izim  4:1 ;6:5; iezii (sau mieii (N.Cornilescu), sau mielele (I.Alexandru)) גדיות  ghedayot  1:8; cerb sau căprior - אייל  eyal - pui de cerb -עופר  òfer - ofer haayalim  2:9; 2:17;4:5 ; cerboaică - אילת, אילות  ayelet,pl ayalot 2:7;3:5 ;calul - iapa סוסה (susá) 1:9;  corbul - עורב ('orev) 5:11 ; gazela sau antilopa - צבי - צביה - tzvi - tzivyá  4:5; 7:4 ;leopardul -  , נמרים נמר   namer pl.n'merim  4:8; leul אריות-אריה  aryé pl.arayot  4:8; oaia 1:8 - oi = צאן tzon (nume colectiv);1:8; turmă de oi tunse  - עדר הקצובות eder haktzuvot 4:2: paște (oile) רועה roè ; porumbelul sau columba (I.Alexandru)   - יונה (yoná) 2:4;4:1; 5:2; 5:12; turturica sau  turtureaua- תור - tor 2:12; vulpea - שועל - shual 2:15;